# Pečnik
Pečnik este o localitate din comuna Idrija, Slovenia, cu o populație de 63 de locuitori.